# Ellmaubach (Großarler Ache)
Der Ellmaubach ist ein Bach in der Marktgemeinde Großarl im Land Salzburg, wo selbiger in die Großarler Ache mündet.
Das Einzugsgebiet des Baches beträgt 29,50 km² und er hat eine Länge von 7,92 km. Am Ellmaubach befindet sich die privat errichtete und betriebene Kleinwasserkraftanlage Großarl, die Anfang der 1980er-Jahre fertiggestellt wurde.
Er entspringt im Ellmautal, ein Seitental des Großarltals. Gespeist wird der Bach von mehreren Zuflüssen, wie beispielsweise dem Filzmoos Bach, welche im Talschluss zusammenfließen und dort schließlich den Ellmaubach bilden.